# Sypna tenebrosa
Sypna tenebrosa là một loài bướm đêm trong họ Erebidae.